# Tricyphona (Tricyphona) ailinia
Tricyphona (Tricyphona) ailinia is een tweevleugelige uit de familie Pediciidae. De soort komt voor in het Oriëntaals gebied.